# Épinay-sous-Sénart
Épinay-sous-Sénart is een gemeente in het Franse departement Essonne (regio Île-de-France) en telt 12.797 inwoners (1999). De plaats maakt deel uit van het arrondissement Évry.

## Geografie
De oppervlakte van Épinay-sous-Sénart bedraagt 3,6 km², de bevolkingsdichtheid is 3554,7 inwoners per km².
De onderstaande kaart toont de ligging van Épinay-sous-Sénart met de belangrijkste infrastructuur en aangrenzende gemeenten.

## Demografie
Onderstaande figuur toont het verloop van het inwonertal (bron: INSEE-tellingen).

## Sport
Épinay-sous-Sénart is één keer etappeplaats geweest in de wielerkoers Ronde van Frankrijk. De Nederlander Jean-Paul van Poppel won er in 1987 in een massasprint.

## Geboren
- Yoane Wissa (3 september 1996), Congolees voetballer